# سيزار مندوزا
سيزار مندوزا (بالإسبانية: César Leonidas Mendoza Durán) هو سياسي تشيلي، ولد في 11 سبتمبر 1918 في سانتياغو في تشيلي، وتوفي بنفس المكان في 13 سبتمبر 1996 بسبب سرطان البنكرياس. انتخب List of general directors of Carabineros de Chile ‏ (11 سبتمبر 1973 – 2 أغسطس 1985).

## روابط خارجية
- سيزار مندوزا على موقع أوليمبيديا (الإنجليزية)